# Eddy Jonker
Eduard Arthur (Eddy) Jonker (Amsterdam, 16 juli 1920 – Wassenaar, 17 maart 2020) was een Nederlands Engelandvaarder.

## Biografie
Jonker bracht zijn jongste jaren door in Frankrijk en Nederland. Hij zat in Hilversum op de lagere school en deed eindexamen aan Het Nieuwe Lyceum. Daarna werkte hij bij een bank. In 1943 vertrok Jonker naar Engeland waar hij bij de Royal Air Force kwam.

### Engelandvaart
De groep waarmee Jonker naar Engeland wilde gaan bestond uit hemzelf, Doffie le Comte, Henk Elfrink, Bob Haye (die bij Almelo was neergeschoten), Huib Herklotz, Wim Koole, Daan Otten, Anton Schrader, de twee broers Dick van Dam en Karel van Dam en Alfred Hagan, een geallieerde piloot uit Nieuw-Zeeland. Hun boot werd zeewaardig gemaakt door Pier en Jo Meijer op de Van Ravesteijnwerf in Leidschendam. Daarna werd het bootje aan boord van de Nooit Volmaakt door Kees Koole meegenomen naar het Haringvliet. Onderweg, vlak voordat hij bij het Haringvliet kwam, nam hij de groep Engelandvaarders aan boord. De Duitsers hadden voorgeschreven dat er na middernacht niet meer gevaren mocht worden, dus midden op het Haringvliet ging hij voor anker. Daar konden zijn verstekelingen rustig in hun bootje stappen en vertrekken.
Op 25 juli 1943 vertrok het gezelschap. Ze waren op alles voorbereid. De motor kwam uit een Engelse auto, er was een extra buitenboordmotor, ze hadden een drijfanker, een kompas, vier peddels speciaal van één stuk hout gemaakt, en proviand en water voor twee dagen.
De reis bestond uit twee delen, van het Haringvliet naar zee was ongeveer 20 kilometer. Er hing een lage mist, waardoor hun bootje niet opgemerkt werd. Eentje stuurde, Doffie stond op het bankje om net boven de mist uit te steken en de omgeving in de gaten te houden. Hij had de kerktorens van tevoren goed bekeken en wist daardoor waar ze zich bevonden. Toen ze voor een Duits schip moesten wijken en langs de oever van Goeree-Overflakkee moesten varen, liepen ze vast op een zandbank, maar gelukkig schoot hun bootje weer los. Even later hoorden ze drie MTB's naderen, maar ze werden niet ontdekt.  Toen die weg waren, was het al 4 uur 's ochtends. Met volle kracht voeren ze de zee op en toen het licht werd konden ze de Nederlandse kust niet meer zien.
Het tweede deel bestond uit 150 km open zee tot Engeland. Nadat de motor doorgebrand was, werd de reservemotor gestart, maar die werkte maar even. Er was geen wind, dus er moest geroeid worden. 's Nachts stak er een storm op. Het drijfanker werd uitgegooid. Daan Otten ging te water om het touw te ontknopen. Toch dreef de storm het bootje terug naar Nederland. 's Ochtends zagen ze de zoeklichten op de kust, de zee was weer kalm en er volgden twee dagen zonder wind. Er werd weer geroeid, de passagiers kregen blaren en liepen zonnebrand op, dus er werd gezwommen om af te koelen.  Ook het drinkwater raakte op. De vierde dag begon het eindelijk te waaien en konden ze zeilen. Ze kwamen een vreemd ding op zee tegen waarvan later bleek dat het een stellage was waarin men kon schuilen en eten vinden, bestemd voor neergeschoten piloten.
Toen ze in de ochtend van 30 juli bij Engeland kwamen, zagen ze in de verte allerlei witte oorlogsschepen. Ze hesen de Nederlandse vlag en zwaaiden. Een van de schepen seinde een morsebericht dat ze zelf naderbij moesten komen. Pas na een uur kwam een schip hun tegemoet. Later bleek dat de Engelandvaarders in een mijnenveld lagen en daarom niet eerder benaderd werden. Ze werden aan boord gehaald en kregen in de officiersmess te eten en te drinken. Ze vielen echter meteen in slaap.
Ze werden wakker toen ze de Medway opvoeren. Aan wal werden ze geëscorteerd naar een ruimte waar ze werden verhoord. Daarna werden ze naar de Patriotic School gebracht voor verder verhoor. Vervolgens werd hij met Daan Otten en Doffie le Comte afgehaald om door captain Dick verhoord te worden. Daarna werd Jonker naar Eaton Square gebracht om door Oreste Pinto verhoord te worden. Daar trof hij ook Bob Roll aan, die in het Vreemdelingenlegioen had gezeten en die daardoor zijn Nederlanderschap had verloren.
Jonker meldde zich op 19 augustus bij het Recruteeringsbureau. Na een gesprek met prins Bernhard koos hij voor de RAF. Hij kreeg een vliegopleiding in Canada en werd bij terugkomst instructeur.

### Na de oorlog
Na de oorlog bleef Jonker instructeur op Vliegbasis Soesterberg en werkte hij een korte periode bij een fijnhouthandel in Amsterdam. In 1946 verhuisde hij naar Twente met Erik Schiff, de kleinzoon van de oprichter van de Vredestein-bandenfabriek. Hij werd er in 1964 directeur en opende zeven buitenlandse vestigingen. Toen Vredestein in 1974 voor Goodrich werd overgenomen, werd hem verzocht nog twee jaar te blijven. Daarna werd hij directeur bij Blijdenstein Willink. In die periode liet hij een fabriek in Pittsburgh bouwen waar Verosol-zonwering werd geproduceerd.
Na zijn pensionering behield hij diverse commissariaten. Hij was betrokken bij de fusie van drie ziekenhuizen en hij was interim manager bij de Hogeschool Enschede. Hij was ook betrokken bij de oprichting van het Museum Engelandvaarders dat in 2015 in Noordwijk door koning Willem-Alexander werd geopend.
Hij woonde sinds 2005 met zijn vrouw in Wassenaar. Zij overleed in oktober 2014. Het stel kreeg een dochter en twee zonen. Tot aan zijn dood vertelde hij nog zijn levensverhaal aan schoolkinderen.